# Michael Graeter
Michael Graeter (* 29. Juli 1943 oder 1941 in München) ist ein deutscher Boulevard-Journalist, Autor und Gastronom.
Graeter erregte Aufsehen mit der Veröffentlichung von Klatschgeschichten und Gesellschaftskolumnen, die eine Mischung aus persönlichen Erlebnissen, Lebensschicksalen und anonymen Informationen waren. Er diente als Vorlage für die von Franz Xaver Kroetz verkörperte Figur Baby Schimmerlos aus der Fernsehserie Kir Royal (1986) von Helmut Dietl.

## Leben
Michael Graeter, Sohn von Helma Graeter, geborene Haarhaus, und des Postbeamten Wilhelm Graeter, der Kriegsheimkehrer war und in einem Telegraphenamt arbeitete, absolvierte ein Volontariat bei der Schwäbischen Landeszeitung (heute Augsburger Allgemeine) Anfang der 1960er Jahre. Er war nach eigenen Angaben Deutschlands jüngster Ressortleiter bei der Münchener Abendzeitung, für die er ab 1965 als Redaktionsmitglied schrieb. Von 1970 bis 1983 gab er als Verleger die Augsburger Neue Presse heraus. Später arbeitete er drei Jahre als Korrespondent in Paris für diverse Zeitungen und die ZDF-Sendung Die Drehscheibe. 1984 bis 1988 schrieb er bei Bild (Bundesausgabe) und von 1989 bis 1997 für die Zeitschrift Bunte als Gesellschafts-Kolumnist, danach für die Neue Revue. 1975 spielte er in der Folge Ein Playboy segnet das Zeitliche der Krimiserie Der Kommissar sich selbst. Von 1979 bis 1998 betrieb er in der Schwabinger Leopoldstraße das Café Extrablatt und eröffnete weitere Filialen in Los Angeles und am Berliner Kurfürstendamm, die allerdings scheiterten. 1986 gründete er die Münchener Kinos „Cadillac“ und „Veranda“, 1998 das Filmtheater „Aeroport FJS Schwabing“.
Am 13. März 2002 wurde er vom Landgericht München wegen Insolvenzverschleppung, Bankrott und Veruntreuen von Arbeitsentgelt zu 14 Monaten Freiheitsstrafe auf Bewährung verurteilt. Graeter setzte sich deshalb in die Schweiz ab und arbeitete dort für einen Schweizer Privatsender. Er wurde jedoch 2008 ausgeliefert und musste aufgrund des Bruches seiner Bewährungsauflagen die restliche Zeit von acht Monaten in der Justizvollzugsanstalt Landsberg absitzen.
Im März 2014 erlitt er einen Schlaganfall.
Graeter schrieb bis zur Übernahme durch Martin Balle 2014 einige Jahre wieder für die Abendzeitung.
Graeter ist seit 1989 verheiratet mit Monika Graeter, hat einen Sohn (* 1991) und lebt mit seiner Familie am Münchener Stadtrand.

## Publikationen (Auswahl)
- Die Großen, Berühmten und Reichen. Ein indiskreter Report. Herbig, München 1986, ISBN 3-7766-1447-1
- Wer ist was in München. In Wort und Bild. Schulz, Percha am Starnberger See 1987, ISBN 3-7962-0119-9
- Eitelkeit. Geheimnis des Erfolgs. Herbig, München 1990, ISBN 3-7766-1599-0
- Lexikon des Klatsches. Liebe, Laster und Skandale – von Boris bis Verona. Eichborn, Frankfurt am Main 2002, ISBN 3-8218-3946-5
- Extrablatt. Langen/Müller, September 2009, ISBN 3-7844-3207-7